# 达尼恩·洛德
达尼恩·约瑟夫·洛德 ONZM（英語：Danyon Joseph Loader，1975年4月21日—），新西兰男子游泳运动员。他曾获得1996年夏季奥林匹克运动会游泳比赛男子200米自由泳和400米自由泳金牌。